# Macrothemis tessellata
Macrothemis tessellata är en trollsländeart som först beskrevs av Hermann Burmeister 1839.  Macrothemis tessellata ingår i släktet Macrothemis och familjen segeltrollsländor. Inga underarter finns listade i Catalogue of Life.